# Friedrich Mergner

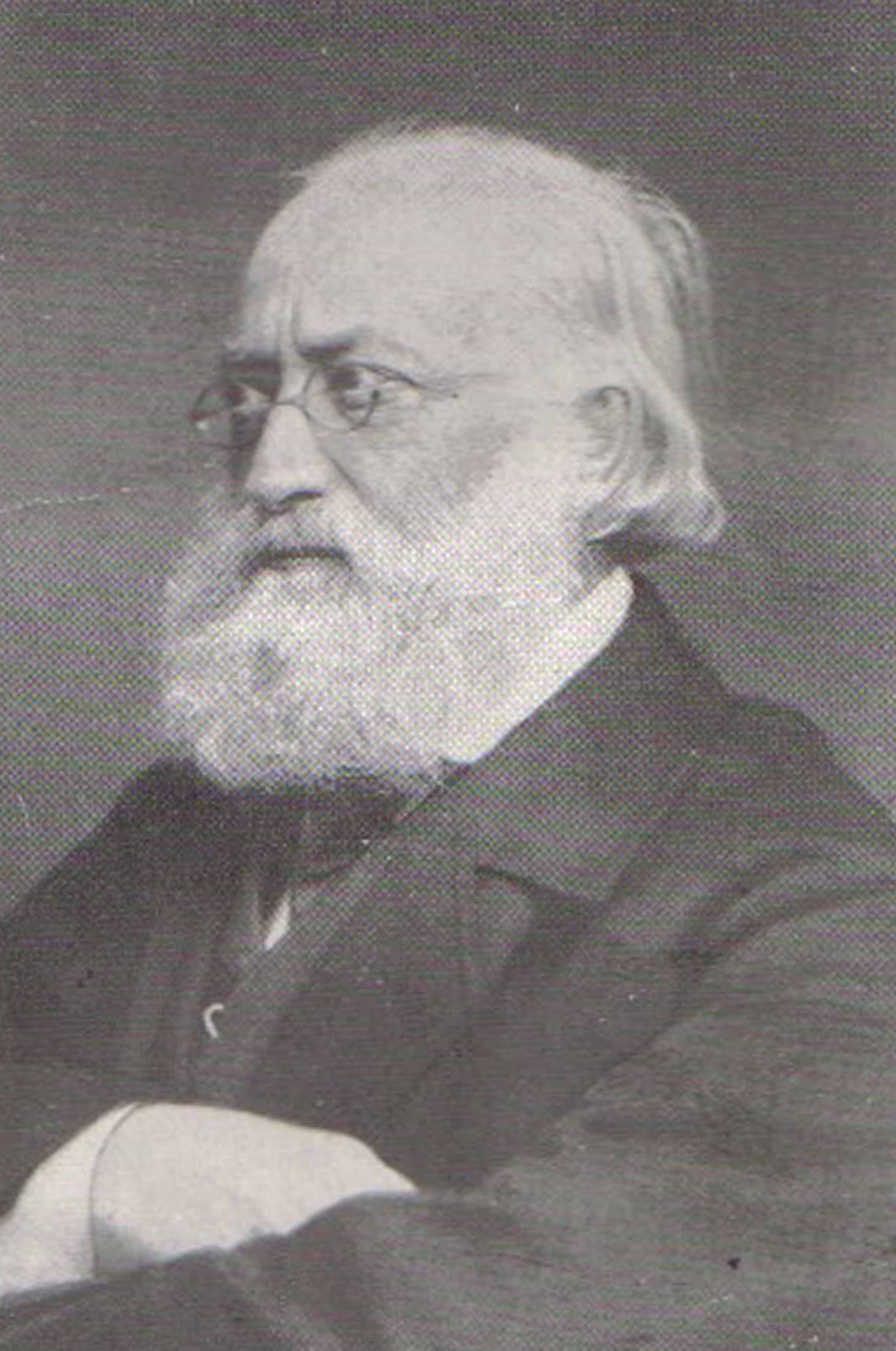
Friedrich Mergner

Adam Christoph Friedrich Mergner (* 19. Oktober 1818 in Regensburg; † 7. Januar 1891 in Heilsbronn) war ein deutscher evangelisch-lutherischer Pfarrer, Dekan und Komponist.

## Leben
Friedrich Mergner wurde im alten Mergners-Haus am Weißgerbergraben in Regensburg geboren. Klavierunterricht erhielt er unregelmäßig vom Vater, der Organist in der Neupfarrkirche war. Ab 1828 besuchte er das Alumneum in Regensburg. Er spielte Klavier, Orgel, Violine und hatte eine schöne Stimme.
In den Jahren 1838 bis 1842 studierte er an der Universität Erlangen Theologie und wurde Mitglied der christlichen Studentenverbindung Uttenruthia. 1843 wurde er als Lehrer an das Handlungsinstitut in Friedrichsdorf berufen. Im Folgejahr trat er ein Vikariat in Meinheim bei Weißenburg an. 1846 wurde er Pfarrverweser in Pfofeld bei Gunzenhausen. 1847 kam er als Vikar nach Ortenburg bei Vilshofen. Dort gründete er einen Männergesangsverein. Erst 1851 wurde er Pfarrer in Ditterswind und konnte endlich seine Braut Karoline Sperl, eine Pfarrerstochter, heiraten. 1869 wurde er Pfarrer und Dekan in Muggendorf (1870), dann Pfarrer in Erlangen und zuletzt (1874) Pfarrer in Heilsbronn.
Im Alter von 73 Jahren starb Adam Friedrich Christoph Mergner am 7. Januar 1891 in Heilsbronn, wo sein Grab auch heute zu finden ist.
Mergner bemühte sich zeit seines Lebens um eine Reform des evangelischen Kirchengesangs und hinterließ mehr als 1500 Kompositionen und Bearbeitungen meist geistlicher Lieder. Den 200. Geburtstag Mergners nahm die Paul-Gerhardt-Gesellschaft zum Anlass, ihre Jahrestagung 2018 unter dem Motto „Paul Gerhardt-gesungen“ in Heilsbronn abzuhalten. Der musikalische Nachlass wurde von der Familie dem Hochschularchiv/Thüringischen Landesmusikarchiv Weimar übergeben.

## Werke
- Choralbuch: zunächst zu dem Gesangbuche der Evangelisch-Lutherischen Kirche in Bayern. Deichert, Erlangen 1883
- 28 geistliche Lieder von Georg Vogel (Hans von Bergen). In Musik gesetzt für 1 Singstimme, (Mezzo Sopran) mit Klavierbegleitung und Sr. Durchlaucht dem Fürsten Reuss-Köstritz Heinrich IV. gewidmet von Friedr.[ich] Mergner. Hildburghausen. F. W. Gadow & Sohn Herzogl. Hofbuchdruckerei. [1883].
- Paul Gerhardts geistliche Lieder in neuen Weisen von Friedrich Mergner. Deichert, Leipzig 1907
- Die heilige Passionswochen: Partitur. Breitkopf & Härtel, Leipzig 1900
- Sechs Lieder für eine mittlere Stimme. Otto Junne, Leipzig o. J.
- Fünf weltliche Lieder nach Texten von Frater Hilarius. Alfred Coppenrath, Regensburg
- 46 weltliche Quartette (Lieder für gemischten Chor). Privatdruck der Familie Mergner
- Zwölf Lieder ohne Worte für Horn und Klavier
- Trio für Orgel, Violine und Violoncello
- 15 lyrische Trios für zwei Violinen und Pianoforte
- Sechs Lieder für Violine und Klavier
- Ein Wort der Verständigung über den rhythmischen Gemeindegesang. In: Kirchliche Zeitfragen, 1848, Nr. 24–27
- Offener Brief an Herrn G. Fr. Heinisch. Eine Kritik des Satzes, daß es in der evangelischen Kirche zu keiner Zeit einen rhythmischen Gemeindegesang gegeben habe. Passau, Carl Pleuger, 1849